# Yolande Martine Gabrielle de Polastron, duchesse de Polignac

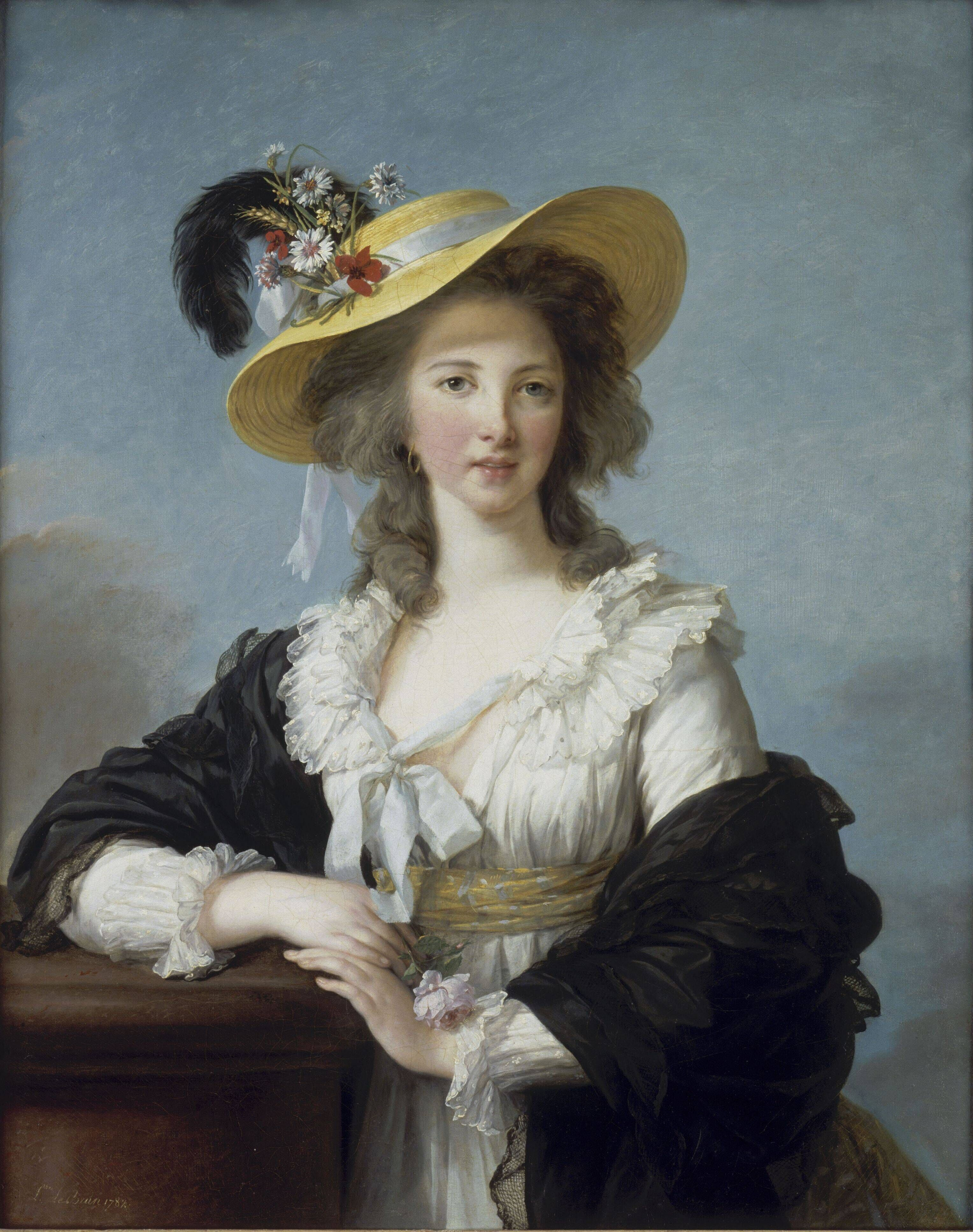
Porträt der Herzogin von Polignac (1782/83) von Élisabeth Vigée-Lebrun, Grand Trianon, Versailles

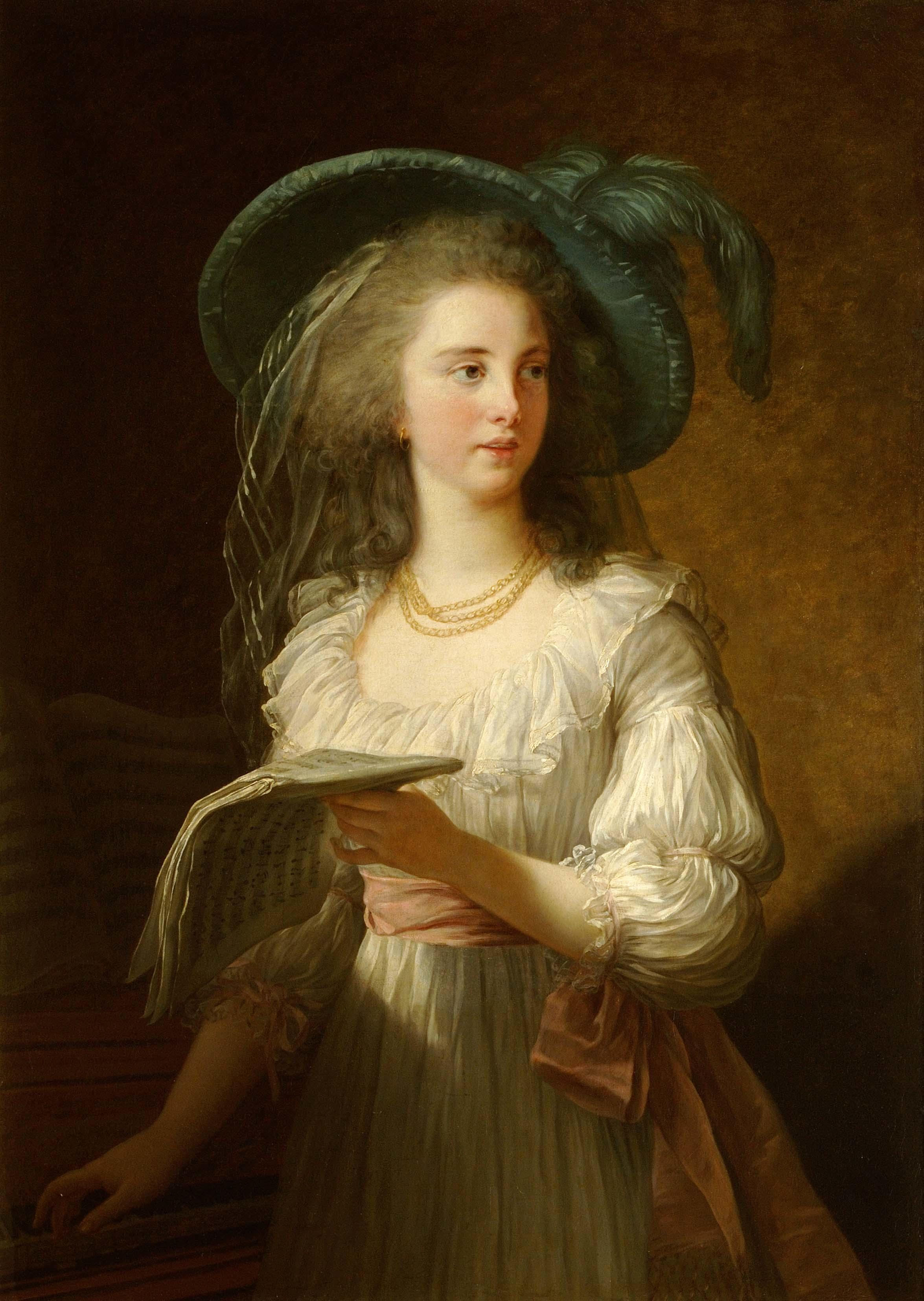
Gemälde der Herzogin von Polignac vor ihrem Cembalo und mit Noten in der Hand, um 1783, von Élisabeth Vigée-Lebrun, Öl auf Leinwand, 98,5 × 71 cm, heute im Besitz des National Trust zu Waddesdon Manor, Aylesbury, Buckinghamshire

Yolande Martine Gabrielle von Polastron, Gräfin und später Herzogin von Polignac (* 8. September 1749 in Paris; † 9. Dezember 1793 in Wien), auch als Madame de Polignac bekannt, war lange Zeit Favoritin der französischen Königin Marie-Antoinette und galt ihren Kritikern am Vorabend der Französischen Revolution als Prototyp des egoistischen und verschwendungssüchtigen Aristokraten des Ancien Régime.

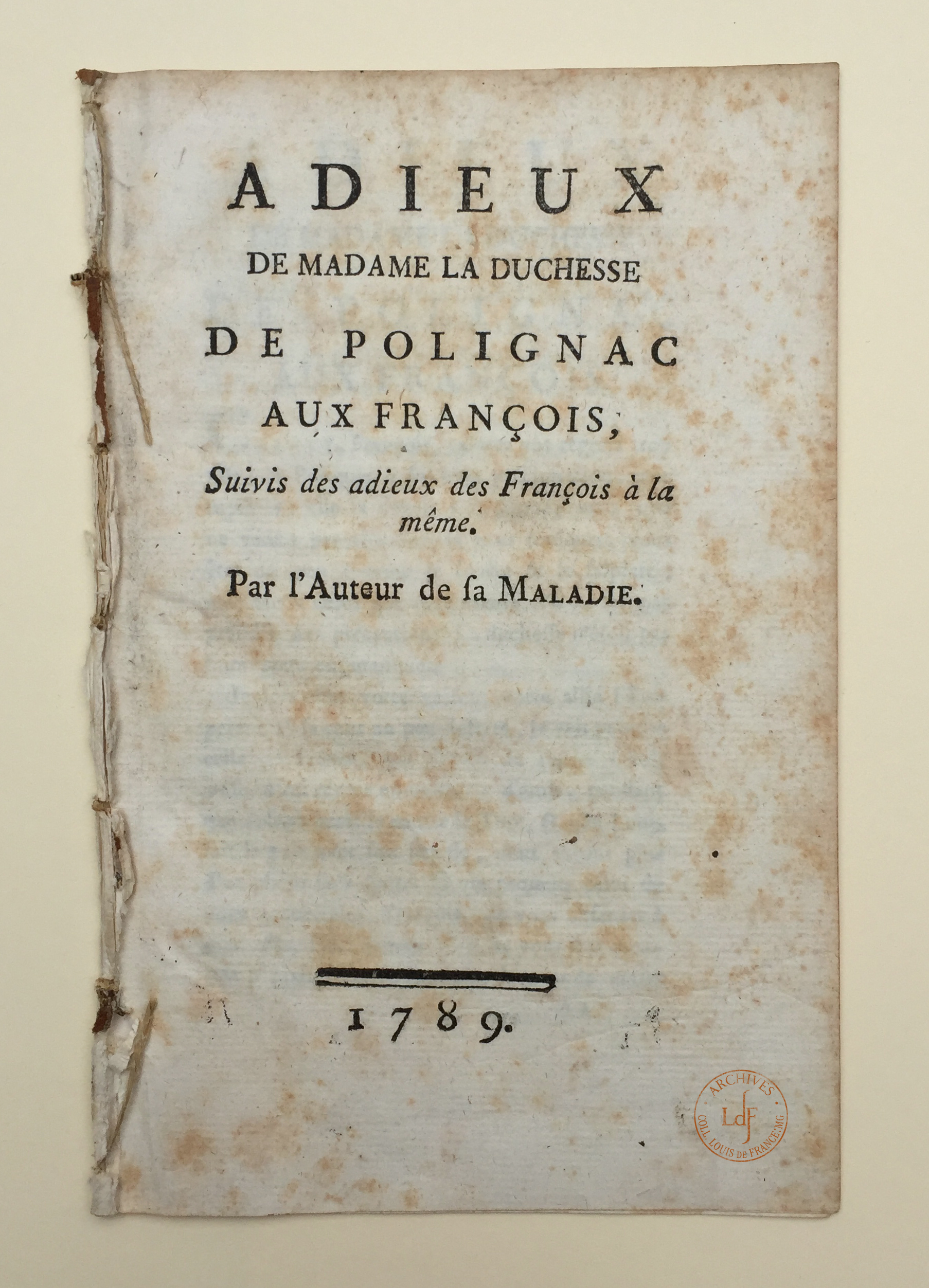
Pamphlet aus dem Jahre 1789, das sich gegen die Herzogin von Polignac richtet

## Leben
Yolande de Polastron wurde als Tochter des Jean François Gabriel de Polastron, Graf von Polastron, Ritter von Noueilles, Venerque und Grépiac († 1794) und der Jeanne Charlotte Hérault (* 1726), ihrerseits Tochter des Pariser Polizeipräfekten René Hérault (1691–1740) und dessen erster Frau Marguerite Durey de Vieuxcourt (1700–1729), in Paris geboren. Bald nach ihrer Geburt zog die Familie ins Languedoc. Nach dem Tode der Mutter im Jahre 1753 (oder 1756) wurde sie zu ihrer Tante geschickt, die sie in einen Konvent für adelige Damen gab.
Im Alter von 18 Jahren wurde sie mit dem Kapitän des königlichen Dragonerregiments, dem Grafen Jules François Armand de Polignac (1745–1817), Sohn von Héracle Louis de Polignac (1717–1802) aus dem Hause Polignac und der Diane de Mazarin (1726–1755), verheiratet. Mit ihm hatte sie vier Kinder, wobei es jedoch wahrscheinlich ist, dass ihr zweitgeborenes Kind einer Affäre mit Joseph Hyacinthe François de Paule de Rigaud, Graf von Vaudreuil, entstammte. Durch die Schwester ihres Mannes, Diane de Polignac (1746–1818), gelang es beiden, am Hof von Versailles eingeführt zu werden, wo Yolande 1775 auf Marie-Antoinette traf und umgehend deren Gunst gewinnen konnte. Wegen ihrer beruhigenden Wirkung, die sie auf die Königin hatte, machte sie sich auch bei Ludwig XVI. beliebt. So verdrängte sie schon bald Marie-Louise de Savoie-Carignan, die Fürstin von Lamballe, als engste Vertraute der Königin.
Als Anführerin des exklusiven Zirkels um die Königin gelang es ihr, große Vorteile für ihre gesamte Familie zu gewinnen, was ihr jedoch die Gegnerschaft und den Neid des alten Hofadels einbrachte, der sie als Emporkömmling ansah. Gleichzeitig zog sie sich auch den Hass der Massen zu, die ihren luxuriösen Lebensstil am Hofe und die Versorgung ihrer Familie auf Staatskosten missbilligten.
Auf dem Höhepunkt ihres Einflusses wurde sie zur Gouvernante der königlichen Kinder Frankreichs, darunter des Dauphins Louis Joseph und der Prinzessin Marie Thérèse Charlotte, berufen und ihr Gemahl 1780 in den Herzogsstand erhoben. Die Polignac-Fraktion war nun einer der bedeutendsten Machtfaktoren am Hof, ihr Unterhalt verschlang jedoch Unsummen.
Nach der Geburt von Marie-Antoinettes zweitem Sohn Louis Charles 1785 begann Yolande de Polignacs Macht jedoch zu schwinden, da die Königin die Kosten, die durch die Polignacs und ihren Anhang verursacht wurden, aber auch deren Betragen zunehmend als bedrückend, gar als despotisch ihr gegenüber empfand. Das Missfallen der Königin äußerte sich schließlich darin, dass sie Yolande de Polignac die Stellung der Ersten Kammerfrau entzog und sie der Jeanne-Louise-Henriette Campan übertrug.
Yolande zog daraus schließlich ihre Konsequenzen und entschloss sich, Freunde in England zu besuchen.
Nach ihrer Rückkehr involvierte sie sich zunehmend in die aktuelle Politik und führte bald die Ultraroyalisten am Hof an, die jegliches Entgegenkommen an die Angehörigen des Dritten Standes ablehnten und auf die Rehabilitierung des Absolutismus hofften. So überzeugte sie gemeinsam mit dem Bruder des Königs, Karl von Artois, und dem Baron von Breteuil die Königin, deren Gunst sie erneut erlangte, den reformfreudigen und beim Volk beliebten Finanzminister Jacques Necker zu entlassen und stattdessen Charles Alexandre de Calonne einzusetzen.
Nach dem Sturm auf die Bastille am 14. Juli 1789 flüchteten die Polignacs in die Schweiz und unternahmen Reisen nach Italien, von wo aus sie jedoch weiterhin Briefkontakt mit der königlichen Familie pflegten. Als Gouvernante folgte ihr Louise Félicité Joséphine de Croÿ d’Havré.
Yolande selbst erkrankte schon einige Jahre später an Krebs und starb, kurz nachdem sie von der Hinrichtung ihrer einstigen Freundin und Gönnerin erfahren hatte, bei einem Aufenthalt in Wien.

## Beurteilung
Das Bild der Herzogin von Polignac ist allgemein durch Berichte aus der revolutionären Zeit getrübt, die ihr vor allem Günstlingswirtschaft, Verschwendung und unersättliche Extravaganz vorwerfen und sie als Verkörperung der das einfache Volk unterdrückenden herrschenden Klasse ansehen. Die Historiker Pierre de Nolhac und Pierre de Ségur beschreiben Yolande jedoch als träge und naiv und urteilen, dass die Mehrzahl der Probleme, welche angeblich durch sie verursacht wurden, eher ihrem Gefolge zuzuschreiben sind.

## Nachkommen
- Aglaé Louise Françoise Gabrielle (* 7. Mai 1768 in Paris; † 30. März 1803 in Edinburgh), Guichette genannt, ⚭ 11. Juli 1780 Antoine VIII., Herzog von Gramont und Guiche (Haus Gramont)
- Armand Jules Marie Héracle (* 17. Januar 1771 in Paris; † 1. März 1847 ebenda oder in Saint-Germain-en-Laye), ⚭ 6. September 1790 Ida Johanna von Neukirchen genannt Nyvenheim, Nichte von Albertine Elisabeth de Champcenetz
- Jules Auguste Armand Marie (* 14. Mai 1780 in Paris; † 29. März 1847 in Paris), ⚭ 1.) 6. Juli 1816 Barbara Campbell; 2.) 3. Juni 1824 Mary Charlotte Parkyns; 1829/30 französischer Premierminister
- Camille Henri Melchior (* 27. Dezember 1781 in Versailles; † 2. Februar 1855 in Fontainebleau), ⚭ 1. Oktober 1810 Marie Charlotte Calixte Alphonsine Le Vassor de La Touche

## Trivia
In Sofia Coppolas Film Marie Antoinette aus dem Jahr 2006 wird Yolande de Polignac von der Australierin Rose Byrne gespielt. In Benoît Jacquots Film Leb wohl, meine Königin! von 2012 wird sie von Virginie Ledoyen dargestellt.